# Nacionalni parkovi Srbije
Srbija ima 5 nacionalnih parkova, 120 prirodnih rezervata, 20 parkova prirode i 470 prirodnih spomenika. Sve skupa zauzimaju 5% srpskog teritorija.

## Nacionalni parkovi
| Ime                         | Proglašen za NP | Površina u ha | Fotografija |
| --------------------------- | --------------- | ------------- | ----------- |
| Nacionalni park Đerdap      | 1974.           | 93.968        |             |
| Nacionalni park Kopaonik    | 1981.           | 11.810        |             |
| Nacionalni park Tara        | 1981.           | 22.000        |             |
| Nacionalni park Fruška gora | 1960.           | 25.393        |             |

- Đerdap - sjevernoistočni dio Srbije, na granici s Rumunjskom. Ukupna površina nacionalnog parka je 63,608 ha, a cijele zaštićene zone 93,968 ha. Osnovni prirodni fenomen ovog nacionalnog parka je velika Đerdapska klisura kroz koju protječe Dunav.
- Kopaonik - nalazi se u središnjem dijelu Srbije. Nacionalnim parkom proglašen je 1981. godine. Obuhvaća površinu od 11,810 ha, a po broju endemskih vrsta predstavlja jedan od najznačajnijih središta bioraznolikosti endemske flore Srbije. Kopaonik je najveći planinski masiv u Srbiji koji se pruža u pravcu sjeverozapad-jugoistok. Na Kopaoniku se nalazi najrasprostranjenija šumsko-pašnjačka zona središnje Srbije.
- Tara - zauzima površinu od 22,000 ha, a nalazi se na području općina Užice i Bajina Bašta.
- Fruška Gora - nalazi se u Vojvodini. Nacionalnim parkom je proglašena 1960. godine. Park čini usamljena planina u Panonskoj nizini koja je prema sjeveru i jugu razuđena planinskim i riječnim tokovima. Pašnjaci i plodno zemljište, te nasadi vinove loze ukrašavaju padine Fruške Gore.

## Parkovi prirode
- Stara planina
- Kučajske planine
- Palićko jezero
- Jegrička
- Zobnatica
- Golija-Studenica
- Zlatibor - u postupku proglašenja za park prirode
- Begečka jama
- Mokra gora
- Vršačke planine
- Sićevačka klisura

## Prirodni rezervati
- Deliblatska pješčara
- Ludaško jezero
- Stari Begej-Carska Bara
- Obedska bara
- Zasavica
- Karađorđevo
- Koviljsko-Petrovaradinski vrt

## Spomenici prirode
- Lazarev kanjon

## Vanjske poveznice
1. Ministarstvo životne sredine i prostornog planiranja Republike Srbije
2. Zavod za zaštitu prirode Srbije  Arhivirana inačica izvorne stranice od 22. listopada 2013. (Wayback Machine)

Nacionalni parkovi
- Nacionalni park Djerdap  Arhivirana inačica izvorne stranice od 11. rujna 2016. (Wayback Machine) (srp.) (engl.)
- Nacionalni park Tara  Arhivirana inačica izvorne stranice od 31. prosinca 2013. (Wayback Machine) (srp.) (engl.)

Parkovi prirode
- Park prirode Golija  Arhivirana inačica izvorne stranice od 5. ožujka 2010. (Wayback Machine)
- JP "Stara planina"  Arhivirana inačica izvorne stranice od 10. siječnja 2014. (Wayback Machine) (srp.) (engl.)
- Park prirode Mokra Gora
- Park prirode Vršačke planine